# Dawid II Bruce
Dawid II (ur. 5 marca 1324, zm. 22 lutego 1371) – król Szkocji 1329–1371.
Urodził się w Dunfermline Palace, w hrabstwie Fife jako syn króla Roberta I i jego drugiej żony – Elżbiety de Burgh (zm. ok. 1327).
Dawid został królem Szkocji po śmierci swojego ojca, 7 lipca 1329. Został koronowany w opactwie Scone 24 listopada 1331. W okresie małoletniości Dawida władzę na krótko przejął Edward Balliol (syn dawnego króla Jana Balliola), jednak Dawid zachował autorytet, mimo 11 lat spędzonych w niewoli w Anglii (1346–1357). W związku z Układem z Northampton, 17 lipca 1328 roku, poślubił Joannę z Tower (zm. 1362) – córkę króla Anglii Edwarda II i Izabeli Francuskiej (córki Filipa IV Pięknego). Para nie miała dzieci.
Owdowiały Dawid 20 lutego 1364, w Fife poślubił swoją kochankę – Małgorzatę Drummond. To małżeństwo trwało 5 lat, ale para też nie doczekała się potomstwa. Rozwiedli się 20 marca 1369. Podobno pod koniec życia chciał poślubić inną swoją kochankę – Agnieszkę Dunbar, córkę hrabiego Moray, ale zmarł, zanim ceremonia się odbyła. Z żadną ze swoich dwóch żon ani licznych kochanek nie miał potomstwa, tron odziedziczył więc jego siostrzeniec – Robert II, który został założycielem nowej szkockiej dynastii – Stuartów.